# Atletes, baixin de l'escenari
Atletes, baixin de l’escenari (en español, «Atletas, bajen del escenario») es el tercer álbum de estudio del grupo español Manel, publicado por Discmedi y distribuido por Warner Music en formato CD, vinilo y digital. El disco salió a la venta el 16 de abril de 2013. Su título hace referencia a una frase pronunciada por Constantino Romero durante la ceremonia de clausura de los Juegos Olímpicos de Barcelona 1992.
La presentación oficial del disco tuvo lugar en el festival Primavera Sound de Barcelona, el 23 de mayo de 2013. El grupo eligió como primer sencillo la canción Teresa Rampell. En la primera semana a la venta, el disco llegó al número uno en la lista de ventas de Promusicae en España, con más de 10 000 copias vendidas. Repitieron así los resultados logrados con su disco anterior, con los que Manel se convirtieron en la primera banda que lograba alcanzar el número uno en ventas en España cantando en catalán. El disco ocupó la posición 23 en la lista de más vendidos del año 2013.

## Lista de canciones
| N.º | Título                        | Duración |  |
| 1.  | «Ai, Yoko»                    | 3:36     |  |
| 2.  | «Vés, bruixot!»               | 4:10     |  |
| 3.  | «Ja era fort»                 | 2:59     |  |
| 4.  | «Banda de rock»               | 3:08     |  |
| 5.  | «Deixar-te un dia»            | 4:11     |  |
| 6.  | «Mort d'un heroi romàntic»    | 5:26     |  |
| 7.  | «Imagina't un nen»            | 2:35     |  |
| 8.  | «Teresa Rampell»              | 5:30     |  |
| 9.  | «A veure què en fem»          | 4:57     |  |
| 10. | «Desapareixíem lentament»     | 3:21     |  |
| 11. | «Quin dia feia, amics...»     | 3:59     |  |
| 12. | «Fes-me petons»               | 4:38     |  |
| 13. | «Un directiu em va acomiadar» | 3:19     |  |